# Пратчетт, Рианна
Риа́нна Пра́тчетт (англ. Rhianna Pratchett; род. 30 декабря 1976 года, Сомерсет) — британская сценаристка компьютерных игр и журналистка. Работала над такими проектами, как Heavenly Sword (2007), Overlord (2007), Mirror’s Edge (2008), Tomb Raider (2013), её сиквелом Rise of the Tomb Raider (2015) и другими. Дочь фэнтези-писателя Терри Пратчетта.

## Карьера
Рианна Пратчетт изучала журналистику в Лондонском колледже печати, а после выпуска начала писать рецензии на компьютерные игры для журнала Minx. Затем она перешла в журнал PC Zone, где прошла путь от помощницы редактора до штатного писателя, а затем — до редактора раздела. Также она писала и для других изданий, включая The Guardian.
Пратчетт начала работать над сценариями и нарративным дизайном компьютерных игр в 2002 году, её первой игрой стала Beyond Divinity бельгийской студии Larian. В дополнение к игре она написала повесть. Пратчетт приняла участие в перезапуске 2013 года серии Tomb Raider, в первую игру которой играл её отец.
С 2012 года она является соуправляющей издательской компании Narrativia Limited, которой принадлежат эксклюзивные права на экранизацию и продажу работ Терри Пратчетта с момента его смерти. В 2012 и 2013 годах Narrativia объявила о работе над тремя телевизионными проектами, основанными на работах Пратчетта: «Стража», «Благие знамения» и «Маленький свободный народец». В июне 2015 года Пратчетт объявила, что 41-я книга «Плоского мира», «Пастушья корона», будет опубликована посмертно и завершит собой серию, в дальнейшем книги по незавершённым работам отца публиковаться не будут.

## Работы

### Игры
- Beyond Divinity (редактор сюжета) — Larian Studios (2004)
- Stronghold Legends (сценарист) — Firefly Studios/2K (2006)
- Heavenly Sword (сосценарист, автор сюжета) — Ninja Theory/Sony (2007)
- Overlord (сценарист/звуковой сорежиссёр) — Triumph Studios/Codemasters (2007)[11]
  - Overlord: Raising Hell — дополнение (2008)[12]
- Viking: Battle for Asgard (сценарист) — The Creative Assembly/Sega (2008)
- Mirror’s Edge (сценарист) — DICE/EA (2008)
- Prince of Persia (дополнительный сценарист) — Ubisoft Montreal (2008)
- Overlord: Minions (сценарист) — Climax/Codemasters (2009)
- Overlord: Dark Legend (сценарист/режиссёр озвучки) — Climax/Codemasters (2009)
- Overlord II (сценарист/режиссёр озвучки) — Triumph/Codemasters (2009)
- Risen (сосценарист) — Piranha Bytes/Deep Silver (2009)
- CSI: Fatal Conspiracy (сценарист) — Telltale/Ubisoft (2010)
- BioShock Infinite и BioShock Infinite: Burial at Sea (дополнительный сценарист) — Irrational Games/2K (2013)
- Tomb Raider (ведущий сценарист) — Crystal Dynamics/SE (2013)[13]
- Beat Buddy: Tale of the Guardians (сценарист) — Threaks (2013)
- Thief (сюжет и синематики) — Eidos Montréal (2014)
- Rise of the Tomb Raider (ведущий сценарист) — Crystal Dynamics/SE (2015)[13]
- Overlord: Fellowship of Evil (сценарист) — Codemasters (2015)
- Dance of Death: Du Lac & Fey (консультант по сюжету) — Salix Games (2019)
- Lost Words: Beyond the Page (сценарист) — Sketchbook Games (2019)[14]

### Комиксы
- Mirror’s Edge ##1–#6 — издано DC Comics (2008)
- Tomb Raider: The Beginning — издано Dark Horse Comics (2013)
- Legends of Red Sonja #3 — издано Dynamite (2014)
- Tomb Raider ##7–18 — издано Dark Horse Comics (2014—2015)

### Фильмы и телевидение
- «Стража» (сосценарист)[9]

Она также появлялась в документальных фильмах Games Britannia, Critical Path и How Video Games Changed the World Чарли Брукера.

## Достижения
- Rise of the Tomb Raider (2015) — победа в номинации Outstanding Achievement in Videogame Writing на 68-й Премии Гильдии сценаристов США в 2016 году[15]; победа в номинации Outstanding Achievement in Character за Лару Крофт на 19-й ежегодной номинации D.I.C.E. Awards в 2016 году
- Tomb Raider (2013) — финалист номинации Best Videogame Script Гильдии писателей Великобритании[англ.] в 2013 году.
- Risen (2009) — софиналист номинации Гильдии писателей Великобритании в 2010 году[16].
- Mirror’s Edge (2008) — победа в номинациях Best New IP на E3 2008 и Adventure Game of the Year на 2009 Interactive Achievement Awards.
- Viking: Battle for Asgard (2008) — финалист номинации Best New IP на 2008 Develop awards.
- Overlord (2008) — победа в номинации Best Videogame Script Гильдии писателей Великобритании в 2008 году. Также финалист номинации Best New IP на 2008 Develop Awards.
- Heavenly Sword (2007) — номинирована на BAFTA за сюжет/персонажей в 2007 году. Также финалист номинаций Best New IP на 2008 Develop Awards и Best Videogame Script Гильдии писателей Великобритании в 2008 году.
- Выиграла European Women in Games Hall of Fame Award в 2013 году[17].